# The Battle of Forever
(The) Battle of Forever är en science fiction-roman om kampen för tillvaron i en avlägsen framtid av den kanadensiske författaren  A. E. van Vogt, utgiven 1971. Boken hålls fram som den mest genomarbetade under van Vogts andra våg av publikationer.

## Intrig
Biotekniskt bevandrade främmande varelser hade för tusentals år sedan upptäckt en dold potential i den mänskliga hjärnans synapser och förfinade denna till fulländning i ett enormt evolutionärt skutt.  Några utvalda tusental få av dessa förbättrade Homo sapiens krympte sina kroppar liksom dessas funktioner och drog sig tillbaka från världens dagliga bekymmer och har sen dess levt vidare bakom en barriär i lugn och ro uppassade av insekter. Sedan århundraden har de delegerat förvaltningen av jorden till ”människo-djuren”. Dessa är antropomorfa varelser skapade med avancerad bioteknik av de däggdjur, som de fortfarande bär likhet med. Mänskligheten själv hade i sin miniatyrform utvecklat fysiologi och en filosofi av frid och kontemplation. Rapport om en studie väcker tankar att det kan vara dags att ta en titt på såväl hur yttervärlden artat sig, som hur en förbättrad Homo Sapiens i full kropp klarar sig där.
I yttervärlden färdas det i kosmos och dettas högintelligenta utomjordingar har övervägande humanoid form. Boken har klar logik i en framtid, där känsla och mänsklighet har skiljts åt och människan liksom versioner av vanliga däggdjur förefaller ha kontroll över jorden. Men andra dolda krafter arbetar, och vad människan höll för en rättvis utopi gäller inte längre.

## Omdöme
Clute & Nichols (1995) jämför boken med föregående årtiondets ”fixups” och menar att den håller lagom fart och är känslomässigt sammanhållen, fastän det drömlika flödet av väckta händelser och inbillning skadas av en känsla av självmedvetenhet. Följande romaner lever inte upp till detta löfte om partiell förnyelse och har inte blivit väl mottagna.